# Skeppsbåt

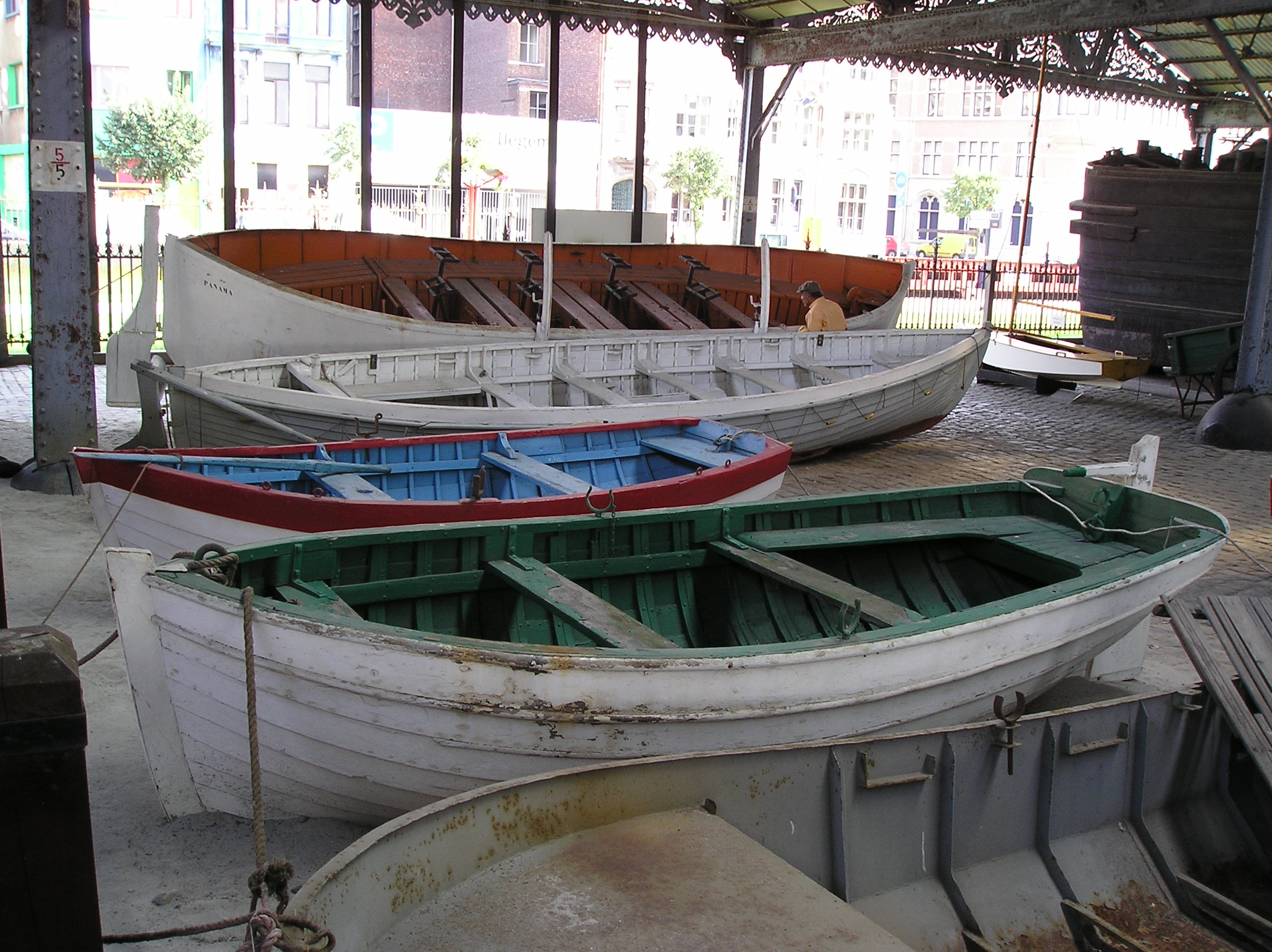
Skeppsbåtar på Marina museet i Antwerpen

Skeppsbåtar är båtar av olika slag, ej för självständig fart, avsedda att medföras på handels- och örlogsfartyg som livbåtar och arbetsbåtar. Ingen av båtarna har fast rigg, utan förses med mast och segel allt efter behov.
Barkass (örlogsfartyg) eller storbåt (handelsfartyg) kallas den största skeppsbåten. Den är kraftigt byggd och ofta försedd med akterspegel. Den används för tyngre transporter eller för att sätta ut tunga ankare, ofta utrustade för detta med en rulle i någon av stävarna. Förr roddes den ofta med sju eller åtta par åror.
Slup är den näst största skeppsbåten ombord, normalt med förstäv och akterspegel och med stor lastkapacitet. Vanligtvis framfördes slupen förr med segel eller åror, men det fanns även slupar som drevs med ångmaskin.
Jollen är en mindre tvärgattad båt som ros med ett eller två par åror och används som arbetsbåt eller för transporter mellan fartyg. En jolle är liten nog att kunna stuvas inuti någon av de större skeppsbåtarna. I stället för jollar hade man på handelsfartyg även snipor eller ekor:
Snipa eller valbåt är en spetsgattad smalare båt med kraftigt långskeppssprång (krökning vertikalt i längslinjen). Snipor är lättare att ro och anses som sjösäkra och användes förr ofta som livbåtar. Dessa kan vara byggda för upp till fem par åror.
Ekor eller prammar är arbetsbåtar för en eller två man, tvärgattade i båda ändar eller med förstäv, är platta i botten och avsedda för rodd.
Dory eller Doris var en typ av flatbottnad skeppsbåt som kom till bohuskusten samtidigt som de engelska kuttrarna. Dory på engelska blev till "doris" på svenska/bohuslänska. Dorisen (singularis bestämd form) är en plattbottnad däcksbåt som har lösa tofter. För att spara plats ombord på moderfartyget är dorisen stapelbar, man tar ur tofterna och lägger flera båtar i varandra. Dorisen användes främst för att lägga ut backor (långrevar) på fiskeplatserna, men även till andra ändamål. Dorisen lever idag kvar runt bohuskusten, främst runt Härön där den används för att ta sig in i grunda vikar. Dorisen ror man, sentida dorisar har en förstärkt akterspegel som kan bära upp en mindre utombordsmotor.
Gigg var en lång, vacker, smäcker och lättrodd båt avsedd för fartygschefen och andra högre befäl.
Låringsbåtar kallas de jollar, snipor och ekor som stuvas stående eller hängande i dävertar utmed fartygets låringar akteröver. Slupar, storbåtar och barkasser uppläggs fastgjorda med båtskrå (äldre betydelse) på i däcket fästade båtklampar eller båtskrå (nyare betydelse) i den mån de alls kan tas ombord - såväl gamla tiders kanonbarkasser i örlogen som de barkasser som används för läktring av passagerare och gods, i synnerhet hos stora oceangående skepp, kan storleksmässigt nämligen närma sig 100 ton i deplacement.